# Siemens Open 2003
Il Siemens Open 2003 è stato un torneo di tennis facente parte della categoria ATP Challenger Series nell'ambito dell'ATP Challenger Series 2003. Il torneo si è giocato a Scheveningen nei Paesi Bassi dal 7 al 13 luglio 2003 su campi in terra rossa.

## Vincitori

### Singolare
Todd Larkham ha battuto in finale  Diego Veronelli con il punteggio di 7–6(4), 4–6, 6–4

### Doppio
Fred Hemmes /  Edwin Kempes hanno battuto in finale  Óscar Hernández /  Salvador Navarro con il punteggio di 3–6, 6–4, 6–3